# Hammaren, Ragunda kommun
Hammaren är en ort i Ragunda distrikt (Ragunda kommun) i Jämtlands län, strax väster om Hammarstrand. SCB har avgränsat en småort för bebyggelsen i  som småort namnsatt till Hammaren (västra delen). 2015 hade småorten vuxit samman med tätorten Hammarstrand.